# .ax
.axは国別コードトップレベルドメイン（ccTLD）の一つで、フィンランドの自治領オーランド諸島に割り当てられている。2006年に導入された。このドメインが導入される以前、オーランド諸島の多くのサイトはサブドメイン.aland.fiを使用していた。

## 歴史
2006年2月17日、フィンランド議会は、.axを含むフィンランドのドメイン名を定めている法律の改正を認めた。3年間でaland.fiサブドメインは段階的に廃止されるが、それまでの間.axと並行して使用される。既に、aland.fiの下にドメインを新たに登録することはできず、aland.fiドメインの保持者には対応する.axドメインが予約されている。
2006年3月17日、フィンランド大統領タルヤ・ハロネンが法律に署名し、3月27日に施行された。オーランド自治政府は、法律改正後すぐに登録受付を開始した。
2006年6月9日、ICANNは.axトップレベルドメインをオーランド自治政府に委任することを承認した。.axドメインは2006年6月21日にルートゾーンに追加され、2006年8月15日に利用可能となった。

## 登録条件
かつてのドメイン名登録の条件：
- オーランド諸島に事業の拠点がある、または登記している法人。
- オーランド諸島で活動、または登記している公共団体、政府運営事業、独立公共団体、または公共協会。
- オーランドが故郷、または自治法に基づいた居住権を持つ15歳以上の個人。

2016年9月5日以降は上記の条件が無くなり、誰でも登録することができるようになった。